# Ra. Ki. Rangarajan
Ra. Ki. Rangarajan (en tamoul : ரா. கி. ரங்கராஜன்) est un journaliste, écrivain et traducteur indien de langue tamoule, né en 1927 et mort le 18 août 2012. Il est connu sous le nom Ra Ki.
Ra Ki est né à Kumbakonam, dans le district de Thanjavur, État du Tamil Nadu. La ville est connue pour son impressionnant nombre de temples et le père de Ra Ki est un célèbre érudit en sanskrit R. V. Krishnamacharya,.
Ra Ki écrit sa première nouvelle à l'âge de 16 ans pour le magazine littéraire Sakthi. Il rejoint ensuite Kalachakkaram où il parfait sa formation avant de travailler pour le groupe de presse Kumudam en 1950. Tout au long de sa carrière, Ra Ki produit une impressionnante collection de nouvelles sous plus de 10 pseudonymes différents (un pseudonyme pour chacun des genres littéraires et des styles qu'il choisissait). Sa vaste production littéraire, plus de 3500 courtes nouvelles et des traductions comme celles de Papillon d'Henri Charrière, The Master Christian de Marie Corelli ou des nouvelles de Sidney Sheldon ou de Jeffrey Archer, lui vaut le nom de « machine à écrire tamoule »,,. Ra Ki reste à Kumudam jusqu'à sa retraite en 1993.
Sa série de nouvelles Adimaiyin Kadhal qui décrit la vieille Madras a un large écho parmi les lecteurs. De même sa série fantastique Ghost, la série Padagu Veedu qui se déroule au Cachemire ou Jeyithukondey Iruppen, une nouvelle très inspirée de l'autobiographie du boxeur Mohamed Ali.